# Sengge Namgyal
Sengge Namygal (ca. 1570 - Hanle, 1642) was een koning uit de Namgyal-dynastie van Ladakh. Hij regeerde over Ladakh vanaf 1616 toen hij zijn vader Jamyang Namgyal opvolgde tot aan zijn dood in 1642.
Als boeddhist stond hij bekend om zijn bouwlust van kloosters, paleizen en schrijnen. Zijn bijnaam was de Leeuwenkoning.

## Aantreden, bouwlust en bekering tot de Drugpa

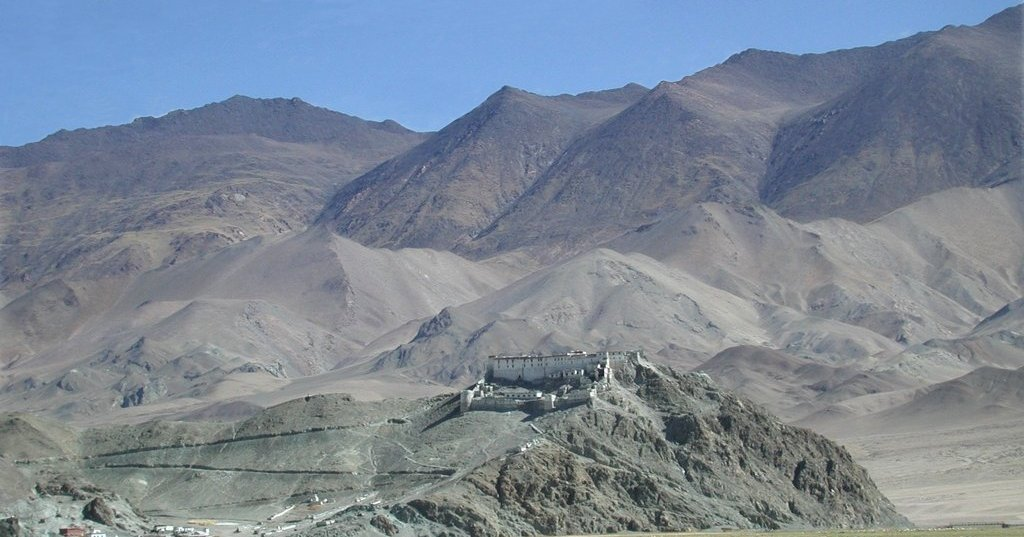
Hanle Gompa, gebouwd door Sengge en lama Stag-tsang-ras-pa, kort na zijn bekering tot de drugpa kagyüschool in het Tibetaans boeddhisme

In 1610, enkele jaren voordat hij aan de regering kwam, bouwde hij met zijn vader het klooster van Basgo, met een beeld van Maitreya van meer dan 7 meter en een Boeddhabeeld van bijna 10 meter hoog. Het laatste beeld zou het op een na hoogste Boeddhabeeld in Ladakh zijn, op die van het Shey-paleis na.
Nadat hij in 1616 gekroond werd, veroverde hij verschillende delen in het westelijke deel van het Tibetaans Hoogland. Onder zijn bewind bloeide de handel langs de zijderoute en hij genereerde veel welvaart door de handel met Kasjmir in het westen en Tibet in het oosten. Wel had hij geregeld conflicten met de moslimheersers in Kasjmir.
Samen met de Tibetaanse lama Stag-tsang-ras-pa bouwde hij het klooster Hanle. Deze lama bracht hem in contact met de drugpa kagyüschool in het Tibetaans boeddhisme. Onder de beschermheerschappij van de Namgyal-dynastie groeide het belang van deze school in Ladakh sterk, ten koste van de gelugschool.
Hij woonde in het Shey-paleis en na voltooiing verhuisde Sengge naar het paleis van Leh. Hij was ook verantwoordelijk voor de renovatie van de Gouden Tempel van het Taboklooster in de Himachal Pradesh, waarvan gezegd wordt dat het ooit bedekt was met goud. Begin 21e eeuw vertonen de muren en plafonds nog steeds beschilderingen.

## Dood
Sengge overleed in 1642 in het dorp Hanle na een expeditie tegen de Mongolen. Die hadden de Tibetaanse provincie Tsang bezet en bedreigden Ladakh. Hij werd opgevolgd door zijn zoon Deldan Namgyal.